# Cis calidus
Cis calidus är en skalbaggsart som beskrevs av Sharp 1885. Cis calidus ingår i släktet Cis och familjen trädsvampborrare. Inga underarter finns listade i Catalogue of Life.